# Milkarowo
Milkarowo – osada leśna w Polsce położona w województwie wielkopolskim, w powiecie wrzesińskim, w gminie Nekla.